# Nekane Díez Tapia
Nekane Díez Tapia (Barakaldo, Biscaia, 13 d'agost de 1991) és una exfutbolista basca.
Davantera, fitxà la temporada 2007-08 per l'Athletic Club de Bilbao, procedent del Club Deportivo Mariño. Feu el seu debut amb el club basc amb quinze anys, rècord de precocitat a l'entitat, en un partit de la Lliga de Campions Femenina a Ljubljana l'agost de 2007, on anotà el seu primer gol. Hi jugà durant setze temporades amb el qual aconseguí una Lliga espanyola (2015-16) i tres Copes Euskal Herria (2016, 2017, 2021). Al final de la temporada 2022-23, es retirà esportivament essent la segona màxima golejadora de l'entitat bilbaina amb 162 gols i la quarta amb més partits disputats amb 381. Fou internacional amb selecció de futbol del País Basc en sis ocasions entre 2008 i 2017, fent dos gols.